# В'язничні зошити
В'язничні зошити (італ. Quaderni del carcere) — рукописи італійського революціонера і теоретика марксизму Антоніо Ґрамші (1891-1937), що він їх вів у фашистській в'язниці з 1929 по 1935. Видані вперше в Італії у видавництві Einaudi в 1948—1951, «Зошити» стали важливим документом марксистської теорії. Перекладені багатьма мовами світу, в т.ч. французькою (1983), російською (1991, вибрані записи), іспанською (2000), німецькою (2002), анґлійською (2007, перші вісім зошитів), українською (2014, вибрані записи).

## Огляд
Хоча Ґрамші не залишив ретельно розробленної цілісної теорії (для цього він не мав часу через інтенсивну партійну роботу, а пізніше через ув'язнення і погіршення здоров'я), 29 зошитів, писаних ним у фашистській тюрмі між 1929 і 1935, містять багато  теоретичних знахідок і відкриттів. У зошитах Ґрамші спробував дослідити важливі питання, що їх хотів, коли з’явиться можливість, докладно викласти в низці книг. Цими питаннями були вивчення і викладання філософії, народна освіта, боротьба за політичну владу, захоплення й утримання влади, природа держави, роля політичних партій і партійне будівництво, роля інтелєктуалів ув історії та їхнє місце в суспільстві, економіка й економічний детермінізм, журналістика тощо.

## Тематика

### Громадянське суспільство
Ґрамші вживає поняття «громадянське суспільство» подібно до німецького філософа Ґеорґа Геґеля (1770-1831), себто як сукупність суспільної діяльности та інститутів, що є частиною держави, але що — на відміну від «політичного суспільства» (державного апарату) — не є інструментом безпосереднього владарювання. До цих інститутів належать опозиційні партії, профспілки, добровільні об’єднання громадян, школа, церква. Громадянське суспільство, це — царина, в якій панівна суспільна кляса «орґанізовує» згоду почерез ідеолоґічно-культурну геґемонію (на відміну від політичного суспільства, де панування орґанізовано через примус).

### Геґемонія
Термін «геґемонія» є запозиченим  у російських соціял-демократів кінця XIX ст.: ті послуговувались ним у дискусії про провідну роль робітничого класу під час майбутньої революції в Росії. Запозичивши термін, Ґрамші вживав його, описуючи політичний устрій, який панував у  Европі 1920-30-х суттєво відрізнявся від дореволюційної, царської Росії. Панування буржуазії в Західній Европі, базоване не тільки на примусі, а й на своєрідній згоді, створювало умови, що унеможливлювали прихід пролєтаріату до влади у спосіб, продемонстрований Жовтневою революцією (1917), — або через штурм влади (маневреної війни). Боротьба на Заході мала бути тривалою, мала набути форми позиційної війни, що розгортається навколо боротьби за геґемонію (панівне місце у суспільстві). Ця боротьба з'являється в історії не вперше: інші суспільні класи за інших історичних обставин змагалися за суспільні зміни.
Боротися за геґемонію для пролетаріату (Італії) означає завоювати довіру у найбіднішого селянства й інтелектуалів — ці верстви населення мають спочатку пізнати, а згодом і визнати в пролетаріаті силу, що вдаючись до мови образів, кличе суспільство в майбутнє, утворивши з ним національно-народний союз. У цьому союзі робітний клас, як керівний клас, має піднятися над своїми вузькокорпоративними інтересами та має включити до кола своїх інтересів інтереси союзників, подолати еґоїстичну тенденцію дбати лише про себе. Лише у такий спосіб, піднявшись морально, цей клас що претендує на владу, матиме авторитет і зможе повести за собою інші класи.
Геґемонія означає не тільки опанувати провідне місце в політико-економічному житті суспільства, але також мати авторитет в народних мас, культурне та моральне лідерство («культурну геґемонію» або «ідеолоґічну геґемонію»). Без авторитету панування може означати лише диктатуру. Міць геґемонії знати зі згоди народних мас із політикою панівної кляси.
У буржуазному суспільстві культурно-ідеолоґічну геґемонію здійснюють інтелєктуали (або «працівники розумової праці») почерез інститути «громадянського суспільства» — у буржуазному суспільстві це школи, церкви, засоби масової інформації, об’єднання громадян тощо. Інтелєктуали, що обслуговують панівну клясу, працюючи в сфері громадянського суспільства, можуть бути «традиційними інтелєктуалами», «успадкованими» з попередніх історичних епох (наприклад, священиків), так і виховуватися самою панівною клясою (наприклад, шкільні вчителі, офіцери, журналісти, письменники, філософи, політтехнолоґи тощо). Останніх Ґрамші назвав «орґанічними інтелєктуалами».

### Орґанічні інтелєктуали
Розмірковуючи над ролею, що її мають у суспільстві інтелєктуали, Ґрамші запропонував поняття «орґанічні інтелєктуали». Він протиставив їх традиційним інтелєктуалам, що сприймають себе — помилкою — як окрему суспільну клясу, а насправді є найманим розумовим працівниками панівної кляси. Орґанічні інтелєктуали є найактивнішою частиною своєї кляси, що, всупереч традиційним інтелєктуалам, не просто вивчають і пояснюють суспільне життя, а увиразнюють настрої та досвід, що їх маси неспроможні висловити самі.
Орґанічні інтелєктуали пролєтаріяту як революційної кляси завжди є революційною інтеліґенцією. Орґанізаційною формою цієї інтеліґенції є комуністична партія, де відбувається її відбір.
За Ґрамші, всі люди є інтелєктуалами, коли займають активну життєву позицію, поєднуючи теоретично-ідеолоґічну роботу з практичною боротьбою за інтереси своєї кляси. З дальшим розгортанням революційних суспільних перетворень, з дальшим долученням мас до управління власним життям і суспільством загалом, «функції» інтелєктуалів виконуватиме повсякчас більше людей: вони самостійно розроблятимуть і втілюватимуть в життя політичні та господарські завдання, орґанізовуватимуть суспільні процеси і керуватимуть ними. Це означатиме справжню демократизацію — процес, покликаний унеможливити формування бюрократії, яка зароджується саме за монополізації права приймати суспільно важливі рішення малим гуртом інтелєктуалів.

### Сучасний Державець
Сучасний Державець, так само як макіявеллівський Державець, не є конкретною фізичною особою, це — не диктатор, не «просвітлений» абсолютний монарх, а орґанізація — політична партія, формоутворення «колєктивної воли». Конкретною формою пролєтарської колєктивної воли є комуністична партія. Саме її мав на оці Ґрамші, коли писав про Сучасного Державця. У своїй політичній діяльності Сучасний Державець має зосередитися на двох головних завданнях: по-переш, формувати національно-народну колєктивну волю; по-друге, здійснювати інтелєктуально-моральну реформу (неможливу без підвищення життєвого рівня людности, а відтак завжди пов’язану з економічною реформою).

### Філософія практики
Марксизм й історичний матеріялізм Ґрамші позначав терміном «філософія практики», що його він запозичив в свого співвітчизника Антоніо Лябріоли (1843-1904). Так він підкреслював особливість марксизму як вчення, що в ньому теорія має перебувати у нерозривній єдності з практикою. Марксизм може допомогти масам стати головними дієвими особами історії, адже виробляє критичне мислення і цілісне світобачення, що спонукає до активних дій.
Ґрамші виступав проти двох — вельми впливових у його дні — теоретичних позицій, що вели до пасивности, що її можна виразити фразою «ми маємо ставитися до життя по-філософські». Першою був ідеалізм італійського геґельянця Бенедетто Кроче (1866-1952), другою — спрощений і механістичний варіант марксизму російського більшовика Ніколая Бухаріна (1888-1938) (Ґрамші залишив чимало критичних заміток на популярний підручник марксистської соціолоґії «Теорія історичного матеріялізму» останнього).

### Економізм
Ґрамші критикував перебільшення значення економіки і застерігав від прийняття тієї точки зору, що економіка є єдиним вирішальним фактором в історії. Він наголошував на тому, що культура має не менше значення для утримання буржуазії при владі, ніж її економічне панування. Економічний детермінізм, що на практиці проявлявся у відокремленні економічної боротьби від політичної, він вважав наслідком спрощеного розуміння історичних закономірностей та недооцінки ролі в історії людської волі.

### Пасивна революція
Поняття «пасивна революція» Ґрамші запозичує у Вінченцо Куоко (1770-1823), консервативного мислителя і учасника Партенопейської революції (1799) у Неаполі. Куоко назвав Неаполітанське повстання «пасивною революцією», бо його керівники надихалися абстрактними ідеями, запозиченими у буржуазії Франції, а відтак не мали народної підтримки. Ґрамші прикладає це поняття до історичних ситуацій, коли нова політична сила приходить до влади, не змінюючи суттєво суспільні відносини. Вперше він приклав його до Рісорджименто, щоби описати процес, почерез який буржуазія, представлена «поміркованими» ґрафа Камілло ді Кавура (1810-1861), прийшла до влади, уникнувши революції за французьким зразком. Також Ґрамші називає Кавура «застережливим термідоріянцем» (або «термідоріянцем, що діє на випередження»). Пізніше він поширює поняття «пасивна революція» на ліберальні рухи, що постали по 1918, а також на фашизм, що модернізує економіку «згори», зламавши політичну владу як ліберальної буржуазії, так й орґанізованої робітничої кляси. На думку Ґрамші, пасивна революція є формою позиційної війни, до якої панівна кляса переходить після штурму (або періоду маневреної війни), себто після революції.

### Рісорджименто
Чільне місце у «В'язничних зошитах» займають параґрафи, замітки та нариси, присвячені проблємам італійської історії. Його історичні дослідження відріжняє широта тематики: в них розглядаються проблєми історії Італії від епохи Відродження (XV—XVI ст.ст.) до періоду фашизму (1922—1943). Вони пов'язані внутрішньою єдністю, хоча їм і бракує завершеної аналізи.
Головною метою історичних досліджень Ґрамші була наукова розробка проблєми геґемонії пролєтаріяту. З розробкою цієї проблєми тісно пов'язані всебічні дослідження, присвячені епосі Рісорджименто — періоду боротьби за національне визволення й об'єднання Італії у XIX ст., а також замітки, присвячені иншим періодам історії Італії. На конкретних історичних прикладах Ґрамші показує, що союз із селянством визначає політичний успіх тієї сили, що здійснює керівну ролю у цьому союзі. Ґрамші створює цільну концепцію Рісорджименто. Його він розглядає як буржуазну революцію, що залишилася незавершеною головне тому, що в Італії не здійснили революційних перетворень на селі.
Нова національна держава постала наслідком «пасивної революції»: італійська ліберальна буржуазія боялася активної участи народних мас (насамперед селянства) в об'єднавчому русі, а італійські революційні демократи («Партія дії»), що виступали за створення республіки, відштовхували від себе селянські маси тим, що не наважувалися вирішувати аґрарне питання у революційний спосіб. Збереження февдальних пережитків, слабкість демократичних сил зумовили внутрішнє безсилля ліберально-монархічного режиму, що чітко проявилися по першій світовій війні (1914—1918). Така історичне «спадщина» Рісорджименто полегшила захоплення влади фашистами.
Фашистський наступ 1920-х змусив італійського марксиста звернутися до аналізи його масової бази; а нею, на думку Ґрамші, були розчаровані секції дрібної буржуазії, що стали знаряддям у руках великих землевласників, частини промислової буржуазії й елєментів державної бюрократії. Фашизм став новою базою об'єднання італійської держави.

## Зміст
Повне італійське видання 1975 року містить наступні 29 зошитів:
- Зошит 1 (XVI). Перший зошит [1929-1930]
- Зошит 2 (XXIV). Ріжне I [1929-1933]
- Зошит 3 (XX). [Ріжне] [1930]
- Зошит 4 (XIII). [Нотатки щодо філософії I. Ріжне. Десята пісня] [1930-1932]
- Зошит 5 (IX). [Ріжне] [1930-1932]
- Зошит 6 (VIII). [Ріжне] [1930-1932]
- Зошит 7 (VII). [Нотатки щодо філософії II. Ріжне] [1930-1932]
- Зошит 8 (XXVIII). [Ріжне. Нотатки щодо філософії III] [1930-1932]
- Зошит 9 (XIV). [Ріжне. Нотатки щодо італійського Рісорджименто] [1932]
- Зошит 10 (XXXIII). Філософія Бенедетто Кроче [1932-1935]
- Зошит 11 (XVIII). [Вступ до вивчення філософії] [1932-1933]
- Зошит 12 (XXIX). [Ріжні нотатки до низки наросів про історію інтелєктуалів] [1932]
- Зошит 13 (XXX). [Нотатки щодо політики Маккіявеллі] [1932-1934]
- Зошит 14 (I). [Ріжне] [1932-1935]
- Зошит 15 (II). [Ріжне] [1933]
- Зошит 16 (XXII). [Питання культури] [1933-1934]
- Зошит 17 (IV). Ріжне [1933-1935]
- Зошит 18 (XXXII – IV bis). Нікколо Маккіявеллі II [1934]
- Зошит 19 (X). [Італійське Рісорджименто] [1934-1935]
- Зошит 20 (XXV). Католицька дія. Інтеґральні католики, єзуїти, модерністи [1934-1935]
- Зошит 21 (XVII). Проблєми італійської національної культури I. Популярна література [1934-1935]
- Зошит 22 (V). Американізм і фордизм [1934]
- Зошит 23 (VI). Літературна критика [1934]
- Зошит 24 (XXVII). Журналістика [1934]
- Зошит 25 (XXIII). На берегах історії. Історія підпорядкованих соціяльних ґруп [1934]
- Зошит 26 (XII). Питання культури II [1935]
- Зошит 27 (XI). Зауваги щодо «фольклору» [1935]
- Зошит 28 (III). Лоріянізм [1935]
- Зошит 29 (XXI). Записи до вступу до вивчення ґраматики [1935]

## Цитати
«... у політичній боротьбі не треба мавпувати методи боротьби панівних кляс, уникаючи при цьому очевидних пасток. Це явище часто спостерігаємо у поточній боротьбі; слабка державна орґанізація, це — як знекровлена армія; на авансцену виходять «сміливці», себто приватні збройні орґанізації, що виконують два завдання: діють поза законом, тоді як держава зберігає подобу законности своїх дій, і слугують засобом реорґанізації самої держави. Вважати, що нелєґальній приватній діяльності можна протиставити иншу діяльність, себто боротися з одними «сміливцями» за допомогою инших — глупство, адже це означає вважати, що держава завжди лишатиметься бездіяльною, чого ніколи не буває, не кажучи вже про ріжні инші обставини. Клясова природа має вирішальне значення: кляса, що має щодня працювати певні години, не може мати постійні штурмові та спеціяльні загони, як кляса, що має широкі фінансові можливості та не обтяжена неодмінною потребою працювати (принаймні, не всі члени цієї кляси доконче працюють). У будь-яку годину дня і ночі ці орґанізації, що вони стали професійними, готові завдати непідготовленому супротивникові рішучого та приголомшливого вдару. Тим-то тактика «сміливців» не може мати для одних кляс такого самого значення, як для инших: певним клясам необхідна — адже вона їм ліпше годиться — маневрена війна, що вона у випадку політичної боротьби може поєднуватися з корисним і навіть необхідним використанням таких «сміливців». Але зациклюватися на війні як на моделі необачно: політика і тут має переважати військовий елємент, і тільки політика творить змогу маневрувати».
«Історія і політика тісно пов’язані, вони, можна сказати, одне й те саме, проте треба розуміти, коли оцінюєш історичні факти, а коли політичні факти й акти. В історії — через її широку перспективу, звернену в минуле, а також через те, що результати ініціятив самі собою свідчать за їхню історичну життєвість, — рідше припускаються помилок, ніж коли оцінюють поточні політичні факти й акти. Тим-то великий політик не може не бути «освіченим», себто не може не «знати» про щонайбільше складових сучасного життя, та це має бути не «книжкове знання», «ерудованість», але «живе знання», конкретна субстанція політичної «інтуїції»...».
«Слово «стихійність» можна тлумачити в ріжний спосіб, тому що явище, що його цим словом позначають, є багатогранним. Втім, треба наголосити на тому, що історія не знає «чистої» стихійности, інакше вона би співпадала з «чистою» механічністю. У «більш стихійному» русі елєменти «свідомого керівництва» тяжче розгледіти, вони не залишили по собі документів, які б ясували стан справ. Отже, можна сказати, що стихійний елємент притаманний «історії підпорядкованих кляс», можна навіть сказати, що він характеризує узбіччя, периферію цих кляс, що не здобули свідомости кляси «для себе», тож і гадки не мали, що їхня історія котроюсь мірою може бути важливою і що варто якимсь робом фіксувати, документувати її».
«Вінченцо Куоко назвав пасивною ту революцію, що відбулася в Італії внаслідок наполеонівських війн. Концепцію пасивної революції, думаю, можна застосувати не тільки до Італії, але й до инших країн, що в них оновлення держави відбувається через низку реформ або національних війн, оминаючи політичну революцію радикально-якобінського типу».
«Поняття свободи треба було б поєднати радше з поняттям відповідальности, що породжує дисципліну, а не безпосередньо з поняттям дисципліни, що вона у цьому випадку видається накиненою ззовні, наче вимушене обмеження свободи. Відповідальність протистоїть особистій сваволі; справжня свобода, це — лише «відповідальна», «універсальна» свобода, що постає як індивідуальний бік колєктивної або ґрупової «свободи», як індивідуальне вираження певного закону».
«Єдність держави у відокремленні гілок влади: парлямент зв’язаний радше з громадянським суспільством; судова влада, розподілена між урядом і парляментом, є продовженням писаних законів (навіть усупереч уряду). Всі три гілки влади природно є також орґанами політичної геґемонії, але ріжною мірою: 1) парлямент; 2) суди; 3) уряд. Варто зауважити, яке жахливе враження справляють на громадськість провали в управлінні судовою системою: геґемоніяльний апарат є найуразливішим саме в цьому секторі, що до нього можна зарахувати також свавілля з боку поліції та державного керівництва».
«Твердження Ґвіччардіні, що для істнування держави треба двох речей: зброї та реліґії. Формулу Ґвіччардіні можна перекласти иншими, не такими контрастними формулами: сила і згода, примус і переконання, держава і церква, політичне суспільство і громадянське суспільство, політика і мораль (етико-політична історія Кроче), закон і свобода, порядок і дисципліна або — якщо вдатися до протиставлення, що має анархістський присмак, — насильство і хитрість. У кожному разі в політичному словнику Відродження реліґія означала згоду, а церква — громадянське суспільство, геґемоніяльний апарат керівної ґрупи, що вона не мала власного апарату, себто не мала власної культурної та інтелєктуальної орґанізації, але вважала за свою всесвітню церковну орґанізацію. ... Під цим оглядом варто розглянути якобінську ініціятиву щодо запровадження культу «Верховної істоти», що він, як видається, був спробою ствердити тотожність держави та громадянського суспільства, по-диктаторськи об’єднати складові держави в орґанічному та ширшому розумінні (держави в буквальному значенні та громадянського суспільства), при цьому відчайдушно намагаючись підпорядкувати собі все народне й національне життя, але також був першим джерелом сучасної світської держави, незалежної від церкви, що шукає та знаходить усі елєменти власної історичної постати у самій собі, у своєму багатосторонньому бутті».
«Щодо походу на Рим ... Бальбо пише: «Муссоліні діяв. Якби він цього не зробив, фашистський рух був змушений десятиліттями вести громадянську партизанську війну, і не виключено, що инші сили, що вони діяли, як і ми, поза рямцями закону, але з цілями анархічними та руйнівними, згодом — скориставши з невтральности та бездіяльности держави — завершили би акт повстання, на який ми наважилися в жовтні 1922 року. Хай там як, але можна з упевненістю сказати, що без походу на Рим, тобто без революційної розв’язки наш рух наразився би на фатальні кризи втоми, подрібнення і недисциплінованости, що прирекли на смерть старі партії». Тут є певна неточність: держава не була «невтральною та бездіяльною», як зазвичай стверджують, тому що в той період головною її опорою був саме фашистський рух; також між державою і фашистським рухом не могло бути «громадянської війни», а могли бути лише епізодичні насильницькі дії, покликані змінити напрямок розвитку дер-жави та реформувати урядовий апарат. У громадянській парти-занській війні фашистський рух був на боці держави — не проти держави, якщо висловлюватися не метафорично та дивитися не з погляду формального закону».
«... в сучасному світі культурно-духовний імперіялізм є утопією: лише політична сила, що спирається на економічну експансію, може стати основою культурної експансії».
«Для Сореля ... цінним у Прудона є психолоґічна орієнтація і аж ніяк не конкретна практична позиція, яку він, правду кажучи, чітко не висловлює; ця психолоґічна орієнтація полягає в тому, що вона «переплітається» з почуттями народу (селян і ремісників), які справді виростають з дійсної ситуації, створеної для народу економічно-державним ладом, «занурюється» в них, щоби зрозуміти та висловити їх у юридичній, раціональній формі; те чи те тлумачення чи навіть їхня сукупність можуть бути помилковими або дивакуватими, навіть кумедними, але цей підхід загалом є досить плідним. А от підхід Де Мана не такий — він «сцієнтистський»: він нахиляється до народу, але не для того, щоби неупереджено зрозуміти його, а для того, щоб «теоретизувати» його почуття, будувати псевдонаукові схеми; не для того, щоби в унісон з ним виробити юридично-виховні принципи, але як зоолоґ, що спостерігає життя комах, як Метерлінк, що вивчає бджіл і термітів».
«Кожна соціяльна ґрупа, що народжується на основі важливої функції у світі економічного виробництва, орґанічно створює для себе одну або кілька верств інтелєктуалів, що допомагають їй бути однорідною й усвідомити власну ролю не тільки в економічній царині, а й в соціяльній та політичній: підприємець-капіталіст заразом із собою створює технічного фахівця для промисловости, вченого-економіста, орґанізатора нової культури, нового права тощо».
«... цезаризм означає ситуацію, коли протиборчі сили перебувають у катастрофічній рівновазі, себто такій рівновазі, коли боротьба може завершитися тільки взаємним знищенням. Коли проґресивна сила А бореться з реакційною силою Б, може статися не лише так, що А переможе Б чи Б переможе А, а так, що не переможе ні А, ні Б, і вони виснажать одна одну, і тоді ззовні втрутиться третя сила В, підкоривши собі те, що залишилося від А та Б. ... Але цезаризм, що, бувши виходом з історико-політичної ситуації рівноваги сил з перспективою завершитися катастрофою, набуває форми «третейського суду» за головування великої особистости, не завжди має однакову історичну вагу. Він може бути і проґресивним, і реакційним, і справжнє значення кожної форми цезаризму зрештою можна встановити, лише виходячи з конкретних історичних відомостей, а не із соціолоґічної схеми. Цезаризм є проґресивним, коли його втручання сприяє перемозі проґресивної сили, нехай і з певними компромісами й умовами, що обмежують вагу цієї перемоги; він є реакційним, коли його втручання сприяє тріюмфові реакційної сили, так само почерез певні компроміси й обмеження, що вони проте мають инший зміст, иншу силу та инше значення, ніж у першому випадку. Цезар і Наполеон є прикладами проґресивного цезаризму. Наполеон III і Бісмарк — реакційного. Йдеться за те, щоби з’ясувати, котрий з елєментів — революційний або реставраційний — переважає у діялєктичний зв’язці «революція—реставрація», адже відомо, що історичний рух ніколи не вертається назад вповні та не істнує жадних реставрацій «in toto»...».
«Маколі в своєму нарисі «Аттичні оратори» (перевірити точність цитати) пояснює легкість, з якою греки — навіть найрозумніші з них — по-дитячому піддавалися омані софізмів, тим, що в грецькій освіті та загалом у житті переважало живе й усне мовлення. Традиція усної творчости та ораторського мистецтва виробляє вміння добирати — і то напрочуд швидко — на перший погляд блискучі арґументи, що примушують замовкнути супротивника та приголомшують слухача».
«... ґазета дуже подібна до ораторства й усного мовлення. Ґазетні статті зазвичай пишуть поспіхом, їх імпровізують, що великою мірою нагадує швидкість, з якою добирають підхожі образи та слова під час виступів на мітинґах. Небагато є ґазет, в яких працюють спеціялізовані редактори, та, з иншого боку, навіть їхня діяльність за великим рахунком є імпровізацією: спеціялізація допомагає імпровізувати краще та швидше».

## Значення
«Зошити» є класикою XX ст. у царині політичної теорії і соціальної філософії, викладені в них ідеї, зокрема поняття геґемонії, вплинули на розвиток культурних студій кінця XX — початку XXI ст. і займають центральне місце у наукових дискусіях з політичної філософії, історії, теорії держави, міжнародних відносин.

### Видання «Зошитів»
- Антоніо Ґрамші. В’язничні зошити. Вибрані записи / Пер. з іт. — Київ: Вперед, 2014. — 241 стор. ISBN 978-617-7061-07-5
- Антоніо Ґрамші. В’язничні зошити. Вибрані записи / Пер. з іт. — 2-е вид., перероб. і доп. — Київ: Вперед, 2017. — 417 стор. ISBN 978-966-97690-0-8
- Антонио Грамши. Тюремные тетради. Часть первая. — Москва: Издательство политической литературы, 1991. — 560 с.(рос.)
- Antonio Gramsci, Cahiers de prison, 5 tomes, Gallimard, Paris 1983.(фр.)
- Antonio Gramsci, Gefängnishefte, 10 Bände, Argument-Verlag, Hamburg 1991–2002.(нім.)
- Antonio Gramsci, Prison Notebooks, Vols. 1-3, New York: Columbia University Press, 1992–2007, 2023 pp.(англ.)
- Antonio Gramsci, Quaderni del carcere, 4 voll., Einaudi, Torino 1975, 3370 p.(італ.)
- Antonio Gramsci, Selections from the Prison Notebooks of Antonio Gramsci, New York: International Publishers, 1971, 572 pp.(англ.)

### Рецензії та критика
- Perry Anderson, The Antinomies of Antonio Gramsci, London: New Left Review, 1976.(англ.)
- Luciano Gruppi, Il concetto di egemonia in Gramsci, Editori Riuniti, Roma 1972.(італ.)
- Chris Harman, "Gramsci, the Prison Notebooks and Philosophy", in International Socialism, Issue 114 (April 2007).(англ.)
- Leonardo Paggi, Antonio Gramsci e il moderno principe, Editori Riuniti, Roma 1970.(італ.)
- Angelo Rossi, Gramsci in carcere. L'itinerario dei Quaderni (1929-1933), Guida editore, Napoli 2014.(італ.)
- Paolo Spriano, Gramsci in carcere e il partito, Editori Riuniti, Roma 1977.(італ.)
- Peter D. Thomas, The Gramscian Moment: Philosophy, Hegemony and Marxism, Leiden: Brill, 2009.(англ.)

### Українські видання
- «В’язничні зошити. Вибрані записи» [Архівовано 27 травня 2019 у Wayback Machine.] на сайті Е-бібліотека «Чтиво»
- А. Ґрамші. В’язничні зошити. Вибрані записи (вид. 2014 р.) [Архівовано 12 лютого 2018 у Wayback Machine.]
- А. Ґрамші. В’язничні зошити. Вибрані записи (вид. 2017 р.) [Архівовано 2 червня 2019 у Wayback Machine.]

### Уривки з «Зошитів»
- Зошит 1, §‹44›. Політичне керівництво кляси до і після взяття влади (1929) [Архівовано 10 травня 2014 у Wayback Machine.]
- Зошит 1, §‹47›. Геґель і об’єднання (1929) [Архівовано 31 травня 2019 у Wayback Machine.]
- Зошит 1, §‹133›. Військове мистецтво і мистецтво політики (1930) [Архівовано 31 травня 2019 у Wayback Machine.]
- Зошит 6, §‹12›. Держава і впорядковане суспільство (1930-1932) [Архівовано 4 червня 2019 у Wayback Machine.]
- Зошит 6, §‹97›. Минуле і теперішнє. Велика амбіція та дрібні амбіції (1930-1932) [Архівовано 4 червня 2019 у Wayback Machine.]
- Зошит 6, §‹150›. Минуле і теперішнє. Щодо походу на Рим... (1930-1932) [Архівовано 4 червня 2019 у Wayback Machine.]
- Зошит 6, §‹155›. Минуле і теперішнє. Політика та військове мистецтво (1930-1932) [Архівовано 4 червня 2019 у Wayback Machine.]
- Зошит 6, §‹180›. Енциклопедичні поняття. «Науковий». Що означає «науковий»? (1930-1932) [Архівовано 4 червня 2019 у Wayback Machine.]
- Зошит 8, §‹21›. Сучасний Державець (1931-1932) [Архівовано 11 березня 2016 у Wayback Machine.]
- Зошит 8, §‹106›. Італійська мова на Мальті (1931-1932) [Архівовано 17 листопада 2021 у Wayback Machine.]
- Зошит 9, §‹133›. Цезаризм (1932) [Архівовано 15 березня 2016 у Wayback Machine.]
- Зошит 16, §‹21›. Ораторство, усна творчість, культура (1933) [Архівовано 17 листопада 2021 у Wayback Machine.]
- Зошит 25, §‹5›. Методичні критерії (1934) [Архівовано 4 червня 2019 у Wayback Machine.]

### Про Ґрамші та «Зошити»
- Ерік Гобсбаум. Ґрамші та політична теорія (1977) [Архівовано 12 лютого 2015 у Wayback Machine.]
- Роман Тиса. Основні поняття політичної теорії Антоніо Ґрамші (2011) [Архівовано 7 січня 2012 у Wayback Machine.]
- Роман Тиса. Фраґменти про орґанічних інтелєктуалів (2014) [Архівовано 2 лютого 2015 у Wayback Machine.]
- Роман Тиса. Біля витоків «західного марксизму»: Лукач, Корш, Ґрамші (2018) [Архівовано 29 травня 2019 у Wayback Machine.]
- Chris Harman, 'Gramsci, the Prison Notebooks and Philosophy' (2007) [Архівовано 18 липня 2016 у Wayback Machine.](англ.)
- 'The strange afterlife of Antonio Gramsci’s “Prison Notebooks”', in The Economist, November 7, 2017 [Архівовано 24 липня 2019 у Wayback Machine.](англ.)